# Хомич Максим Сергійович
Макси́м Сергі́йович Хо́мич (1993—2024) — український військовик, кавалер ордена «За мужність» ІІІ ступеня

## Життєпис
Народився 25 січня 1993 в місті Ізяслав Хмельницької області в сім'ї викладачів музики.
У 1995 його сім'я переїхала в місто Калуш Івано-Франківської області. Навчався в школі № 7. Співав у вокальному ансамблі та шкільному хорі.
З 8-го класу навчався в ліцеї № 10. Після школи закінчив Івано-Франківський комерційний коледж імені Граната. Продовжив своє навчання в Тернопільській академії за фахом економіка та туризм.
У 2012 році проходив службу в ЗСУ, закінчив її у званні сержант.
Повернувшись додому, одружився й переїхав до Івано-Франківська.
Після проходження ВЛК попросився до ССО «Азов». У вересні 2022 долучився до ЗСУ.
Пройшовши навчання на Рівненському полігоні, освоїв спеціальність навідник мінометного розрахунку.
У бою під Кліщіївкою зазнав сильної контузії. Отримав медаль «За поранення».
18 березня 2023 виконав надскладне завдання з виявлення вогневих позицій ворога, відвернувши вогонь на себе.
Півтора року прослужив у мінометному батальйоні 3-ї окремої штурмової бригади.

## Загибель
Прийняв свій останній бій 29 лютого 2024 року на Авдіївському напрямку в районі села Семенівка Покровського району Донецької області від влучання протитанкової ракети в авто, в якому він перебував. У нього залишилися батьки, брат, дружина та донечка.
8 березня 2024 похований на Алеї Слави Калуського міського цвинтаря.

## Нагороди
- медаль «За поранення»
- Почесний громадянин Калуської міської територіальної громади.
- Орден «За мужність» ІІІ ступеня (посмертно).